# Пригородная готика (фильм)
Пригородная готика (англ. Suburban Gothic) — американский комедийный фильм ужасов 2014 года режиссёра Ричарда Бейтса-мл., роли в котором исполнили Мэттью Грей Гублер, Кэт Деннингс, Рэй Уайз, Барбара Нивен и другие. Премьера фильма состоялась 19 июля 2014 на Международном кинофестивале «Fantasia».

## В ролях
- Мэттью Грей Гублер — Реймонд
- Кэт Деннингс — Бекка
- Рэй Уайз — Дональд
- Барбара Нивен — Ив
- Мьюз Уотсон — Эмброуз
- Салли Кёркленд — Вирджиния
- Мел Родригес — Гектор
- Джеффри Комбс — доктор Карпентер
- Маккенна Грейс — Зельда

## Сюжет
У Рэймонда престижная степень магистра делового администрирования, но он не может найти работу. Он может связываться с паранормальными явлениями, но его озадачивает общение в чате с милой девушкой. Выгнанный из большой городской квартиры, Рэймонд возвращается домой к своей властной матери, отцу, бывшему качку, и одноклассникам с пивными животами. Но когда мстительный призрак начинает терроризировать небольшой городок, Рэймонд объединяется с Беккой, местной задиристой барменшей, чтобы разгадать тайну духа, угрожающего жизни каждого человека.